# Hermannia conglomerata
Hermannia conglomerata är en malvaväxtart som beskrevs av Christian Friedrich Frederik Ecklon och Zeyh.. Hermannia conglomerata ingår i släktet Hermannia och familjen malvaväxter. Inga underarter finns listade i Catalogue of Life.